# Frauenalpl
Das Frauenalpl ist ein 2201 m ü. NHN hoher, schwach ausgeprägter Absatz des Grates, der sich vom Schachen, über Teufelsgsaß bis zum Törlgatterl im östlichen Wettersteinhauptkamm zieht.
Es wird gewöhnlich bei der Bergwanderung zur Meilerhütte passiert. Etwas vorgelagert des höchsten Punktes befindet sich ein Kreuz.